# 亚斯马尼·卢戈
亚斯马尼·卢戈（西班牙語：Yasmany Lugo，1990年1月24日—），古巴男子摔跤运动员。他曾代表古巴参加2016年夏季奥林匹克运动会摔跤比赛，获得一枚银牌。他也曾参加2015年泛美运动会。